# Oratoire Notre-Dame-de-la-Grêle d'Arcey
L'oratoire Notre-Dame-de-la - est un monument du XIXe siècle situé sur la commune de Arcey dans le département français du Doubs. Il est inscrit au titre des monuments historiques en 2016.

## Localisation
L'oratoire est situé sur la route départementale 33, au sud ouest du village, en direction de Sainte-Marie, un peu à l'écart du village d'Arcey.

## Histoire
L'oratoire date de 1840. Il est inscrit au titre des monuments historiques en 2016,.

## Description
Bâti en grès rose des Vosges, l'oratoire est de forme cylindrique posé sur un socle. Il a été construit afin de protéger les cultures des intempéries et en particulier de la grêle. D'architecture néo-classique, l'oratoire abritait une statue de la Vierge, maintenant déposée à l'intérieur de l'église.